# Sołtysa Góra
Sołtysa Góra (ok. 460 m) – wzgórze na Wyżynie Częstochowskiej. Znajduje się tuż po zachodniej stronie zabudowanych obszarów wsi Ryczów w województwie śląskim, w powiecie zawierciańskim, w gminie Ogrodzieniec (powyżej cmentarza i remizy OSP).
Wzgórze częściowo jest porośnięte lasem, częściowo zajęte przez łąki. Znajdują się na nim dwie partie skałek wapiennych tworzące dwa niewielkie grzbiety.
U wschodnich podnóży Sołtysa Góry znajduje się zbiorowa mogiła mieszkańców wsi Ryczów rozstrzelanych przez Niemców w dniu 21 lutego 1944 roku w odwecie za akcję partyzantów. Niemcy nie pozwolili ich godnie pochować na cmentarzu. Na mogile postawiono pomnik oraz tablicę upamiętniająca pomordowanych i ich imienny wykaz. Oprócz 12 spoczywających w zbiorowej mogile na tablicy wymieniono także 5 innych mieszkańców Ryczowa zamordowanych przez Niemców i pochowanych w innych miejscowościach.

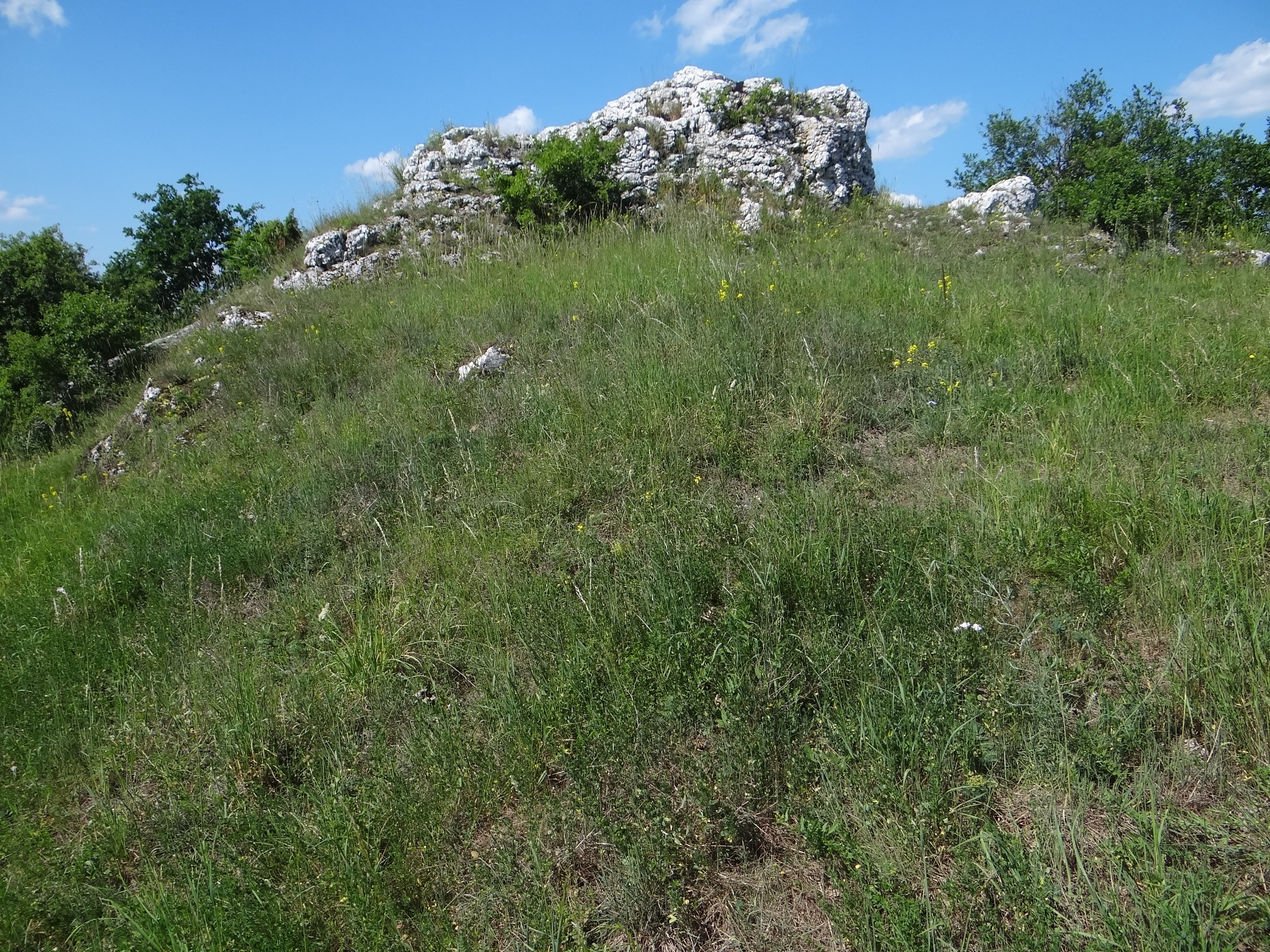
Skałki na szczycie
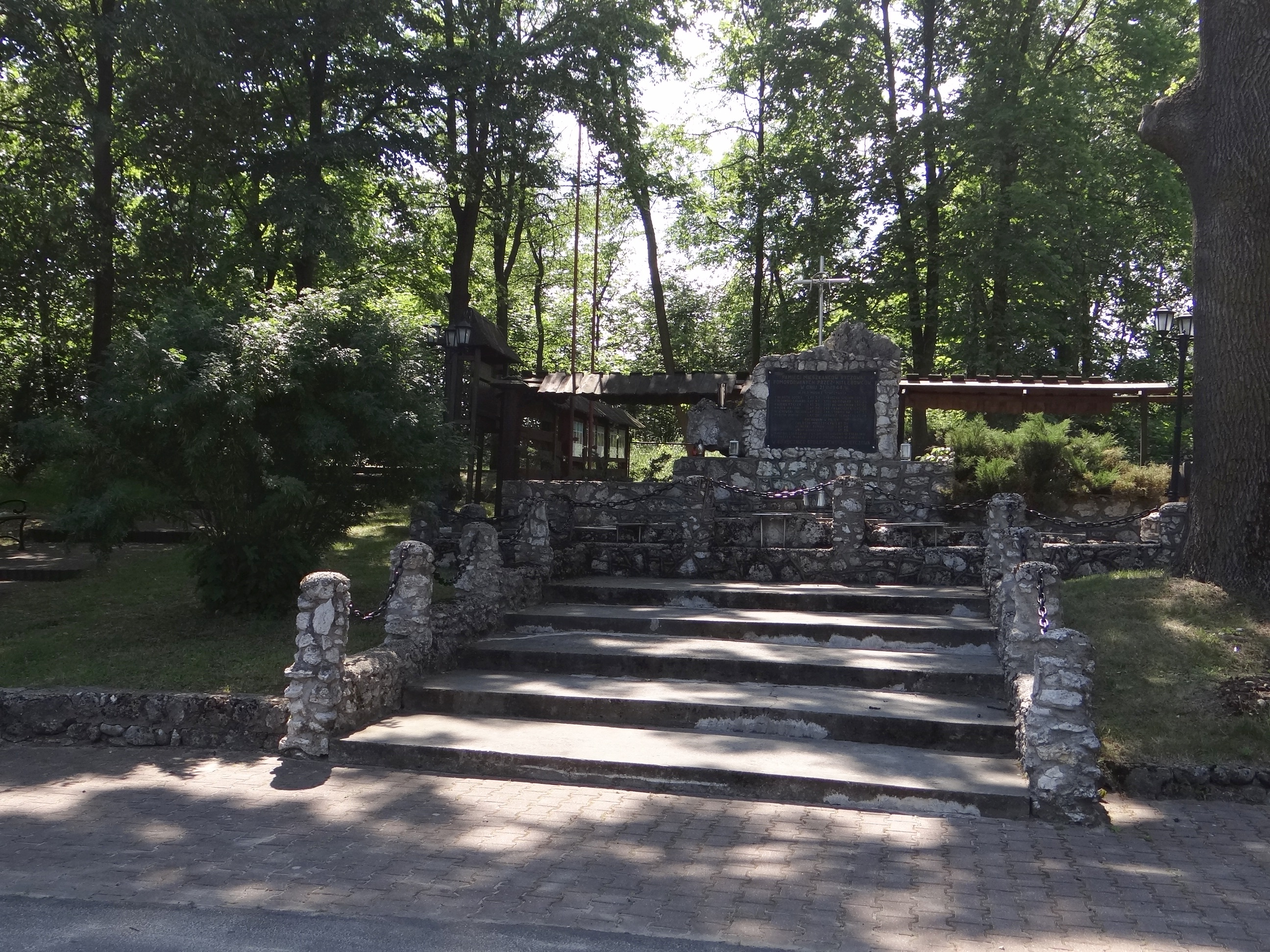
Zbiorowa mogiła na Sołtysa Górze
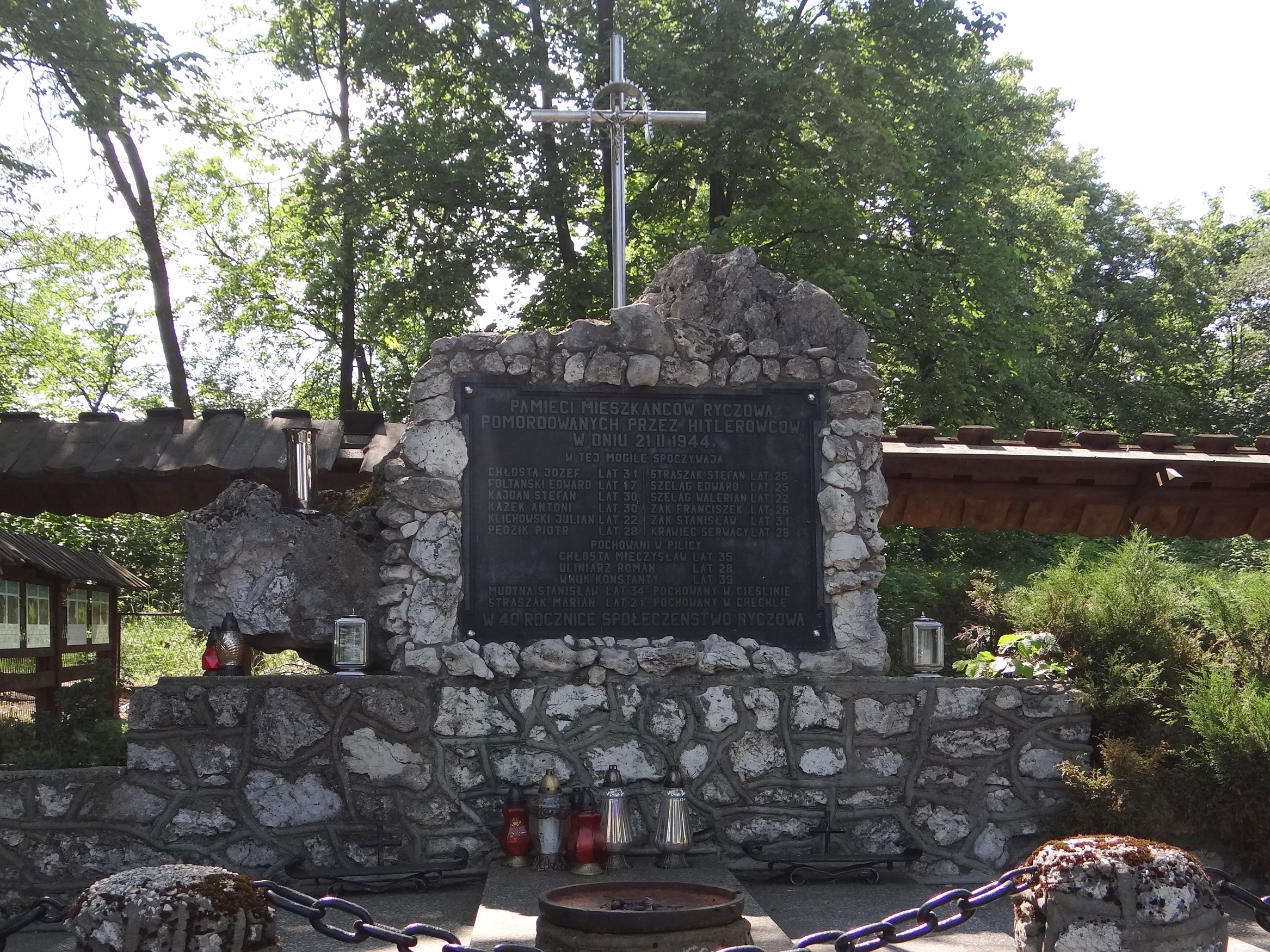
Pomnik na zbiorowej mogile